# Matthias Numsen Blytt

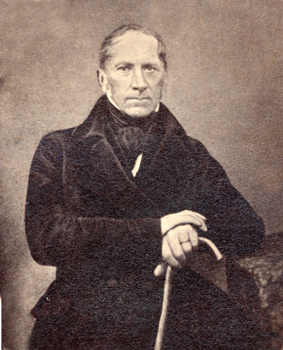
Matthias Numsen Blytt (Foto: Olsen & Thomsen)

Matthias Numsen Blytt, Vorname auch Mathias, (botanisches Autorenkürzel „Blytt“; * 26. April 1789 in Veglo, Gemeinde Overhalla, Trøndelag; † 26. Juli 1862 in Christiania (Oslo)) war ein norwegischer Botaniker und Universitätsprofessor. Er sammelte auf ausgedehnten Exkursionen Pflanzen für sein privates Herbarium, als Grundlage für eine große Flora Norwegens, die als erste seit der Flora Norvegica des Johan Ernst Gunnerus von 1776 erscheinen sollte. Er verstarb kurz nach der Herausgabe des ersten Bandes von Norges Flora; das Werk wurde von seinem Sohn Axel Gudbrand Blytt vollendet.

## Familie
Mathias Numsen Blytt war der Sohn von Hans Blytt (* 29. Dezember 1758 in Voss, Hordaland; † 10. Mai 1805 in Trondheim) und Karen Sophie Riber Blytt, geborene Lund (* 1. Juli 1768 in Overhalla; † 28. April 1832 in Trondheim). Ihrer am 17. Juli 1787 geschlossenen Ehe entsprangen neben Mathias noch weitere fünf Kinder: Petter Martin Hansen (* 1789), Wilhelm Koren Hansen (* 1791), Ditlev Wiibe Hansen (* 1792), Rebecca Angeli Hansdatter (* 1794), Maren Koren Hansdatter (* 1799). Vater Hans war Residierender Kaplan und Schlichtungskommissar (eine Art Friedensrichter) in Overhalla und starb, als Mathias erst 16 Jahre alt war. Danach verarmte die Familie, und Mathias konnte seine Ausbildung nur dank Stipendien abschließen.
Er heiratete 1842, als über 50-jähriger Universitätsprofessor, die erst 20-jährige Ambrosia Henriksen (* 26. Oktober 1822; † 1900), die Tochter des Kaufmanns Gudbrand Henriksen († 1845) und von Ambrosia Henriksen, geborene Omsted († 1858). In rascher Folge wurden fünf Kinder geboren: Axel Gudbrand (1843–1898), Wilhelm Koren (1844–1847), Ambrosia (1846–1887), Vilhelmine (1848–1907), Elias F. (1852–1854). Die Familie war in Hegdehaugen in Vestre Aker wohnhaft, damals wie heute ein gediegenes Wohnviertel im Nordwesten von Christiania.
Matthias Numsen Blytt wurde am 31. Juli 1862 in der Familiengrabstätte auf dem Vår Frelsers Gravlund (Friedhof unseres Erlösers) begraben.

## Laufbahn
Matthias Blytt konnte dank wohlhabender Bürger in Trondheim 1810 sein Abitur (examen artium) machen und im folgenden Jahr nach Dänemark reisen, um an der Universität Kopenhagen zu studieren. Nach einem Jahr brach er das Studium aus Geldmangel ab und arbeitete für kurze Zeit als Hauslehrer in Larvik. Durch ein Stipendium von Kronprinz Karl Johan konnte er an der neuen, erst 1811 gegründeten Universität Christiania ein Studium der Rechtswissenschaft beginnen. „Er hatte jedoch wenig Interesse an den Rechtswissenschaften, und sein sitzendes Leben wurde als schädlich für seine Gesundheit angesehen. Bei den Spaziergängen, die er unternehmen musste, interessierte er sich für die Botanik, die schließlich sein Hauptfach wurde.“
Ab 1821 beschäftigte sich Blytt hauptsächlich mit Botanik. Viele Jahre lang bereiste er jährlich im Sommer Norwegen, um Pflanzen für sein Herbarium zu sammeln. In den Jahren 1829–1832 hielt er sich, durch ein staatliches Stipendium unterstützt, in Dänemark, England, Frankreich und der Schweiz auf, wobei er sich mit einer Reihe renommierter Botaniker anfreundete, wie mit dem berühmten Augustin-Pyrame de Candolle in Genf, dessen Student er sieben Monate lang war. Während dieser Zeit unternahm er botanische Exkursionen in die Alpen und in die Pyrenäen.
1820 war der außerordentliche Professor für Botanik Martin Richard Flor (* 1772) gestorben, wodurch eine Stelle an der Universität vakant geworden war. Aber erst am 29. November 1828 wurde Matthias Blytt zum Lektor (Dozenten) für Botanik ernannt. 1834 folgte die Bestellung zum Ko-Direktor des Botanischen Gartens und am 6. Mai 1837 jene zum Professor für Botanik. Eine Zeit lang erhielt er einen Wohnsitz in Lille Tøyen im Stadtteil Grünerløkka. Ab den 1840er Jahren nahm seine Reisetätigkeit ab, wegen auftretender Gesundheitsprobleme und der gestiegenen Arbeitsbelastung an der Universität. 
Blytt war ein geschickter Systematiker der Phanerogamen (Blütenpflanzen); sein Herbarium war auf die vollständige Erfassung der norwegischen Flora hin angelegt, enthielt aber auch von seinen ausländischen Kollegen, z. B. Joseph Dalton Hooker, eingetauschte Exemplare als Grundlage für eine globale Sammlung. Hooker war es auch, der 1855 die von Blytt an Charles Darwin gesandten Samen als solche von Entada Gigalobium DC. bzw. Mucuna urens DC. identifizierte; eine oft erzählte Episode, die nichtsdestoweniger belegt ist. Ebenso häufig erwähnt wird die Teilnahme von Daniel Cornelius Danielssen, dem späteren Erforscher der Lepra, an Blytts botanischer Exkursion nach Dovrefjell im Jahre 1835.
Von den ebenfalls von Matthias Blytt gesammelten Kryptogamen (Niedere Pflanzen) wurden die Flechten von Elias Magnus Fries veröffentlicht (Lichenographia Europæa, Mosserne i Schimper, Bryologia Europæa), während die Algen zum Teil von John Erhard Areschoug (1811–1887) (Phyceae Scandinavicæ marinæ, 1850) beschrieben wurden und zum anderen Teil von Blytt selbst (Om en Alge fundet paa Batrachospermum vagum, 1846).
Matthias Blytt berichtete in mehreren Aufsätzen über seine botanischen Reisen, unter anderen im Nyt Magazin for Naturvidenskaberne und in Botaniska Notiser. Auf der Skandinavischen Naturforschertagung 1856 hielt er einen Vortrag über den Pflanzengeographischen Vergleich zwischen Dovrefjeld und Val d’Eynes mit benachbarten Bergen in den Ostpyrenäen. Sein Verzeichnis der Gefäßpflanzen um Christiania von 1844 erschien – damals bereits anachronistisch – in lateinischer Sprache (Enumeratio plantarum vascularium quae circa Christianiam sponte nascuntur).
Einen landesweiten Überblick über die norwegische Flora zu veröffentlichen, war Blytts beharrlich verfolgtes Ziel. 1847 nahm er den ersten Anlauf mit Norsk Flora. Indeholdende Beskrivelser over de i Kongeriget Norge fundne vildtvoxende Planter, ordnede efter det Linneiske System, herausgegeben von Det Kongelige Norske Videnskabers Selskab. „Aber das Projekt war zu umfangreich und kam nie über das erste Heft hinaus.“
1861 wurde mit dem ersten Teil von Norges Flora eller Beskrivelse over de i Norge vildtvoxende Karplanter tilligemed Angivelse af de geografiske Forholde, under hvilke de forekomme ein neuer Anfang gemacht. Im Juli (sic!) des nächsten Jahres starb der Autor; die restlichen beiden Bände wurden vom Sohn Axel Gudbrand Blytt 1874 bzw. 1876 veröffentlicht.
„Es ist recht merkwürdig, dass Blytts enorme botanische Sammlungen formal sein Privateigentum waren. Erst 1863, nach seinem Tod, wurden die Sammlungen vom Staat erworben und durch eine besondere Zuwendung in das Herbarium der Universität integriert. Das Universitätsherbarium gewann durch die Aufnahme von Blytts Sammlungen an wissenschaftlichem Gewicht.“

## Mitgliedschaften
(Auswahl)
- Königlich Norwegische Wissenschaftliche Gesellschaft (DKNVS) in Trondheim
- Norwegische Akademie der Wissenschaften in Oslo
- Königliche Gesellschaft der Wissenschaften in Uppsala
- Königlich Schwedische Akademie der Wissenschaften (KVA)
- Königlich Schwedische Akademie für Forst- und Landwirtschaft (KSLA)
- Stockholms Gartnersällskap (Stockholmer Gartenbaugesellschaft)
- Deutsche Akademie der Naturforscher Leopoldina in Halle (Saale) (Aufgenommen 1843 mit dem Cognomen Marchant unter der Matrikel 1513)[13]

## Ehrungen

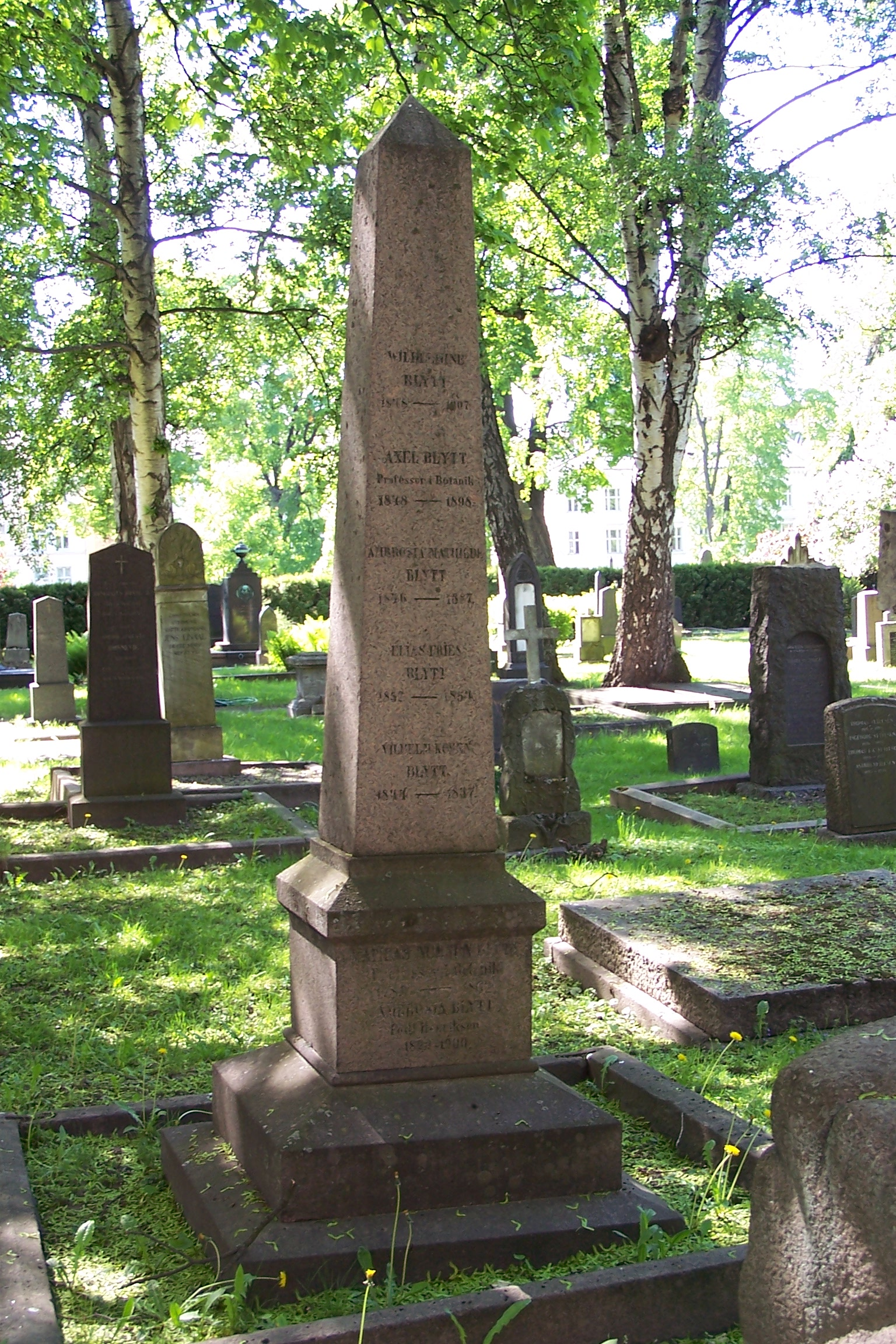
Grab der Familie Blytt, Vår Frelsers gravlund, Oslo

- Die Gattung Blyttia wurde 1838 von George Arnott Walker Arnott nach Mathias Numsen Blytt benannt, trägt aber heute offiziell den Namen Vincetoxicum (Schwalbenwurzen).
- Die von Carl Moritz Gottsche Hypoblyttia Gottsche genannte Moos-Gattung heißt heute Podomitrium Mitt..[12]
- Die Zeitschrift Blyttia der Norsk Botanisk Forening (Norwegische Botanische Gesellschaft) ist Mathias Numsen Blytt und Axel Gudbrand Blytt gewidmet.
- Nach Matthias Numsen Blytt ist die Straße Blytts gate in Sofienberg im Osloer Stadtteil Grünerløkka benannt. Sie endet an ihrem westlichen Ende am Haupttor des Botanischen Gartens.

## Werke
- Botanisk Reise i Sommeren 1836. in Nyt Magazin for Naturvidenskaberne. 1838, Seite 257–356.
- Enumeratio plantarum vascularium, quæ circa Christianiam sponte nascuntur. Typis Christophori Gröndahl, 1844. Digitalisat
- Om en Alge fundet paa Batrachospermum vagum. in: Nyt Magazin for Naturvidenskaberne. Band IX (1846).
- Haandbog i Christianias phanerogame Flora. Trykt hos Lous Klein, 1846. Digitalisat
- Norsk Flora. Indeholdende Beskrivelser over de i Kongeriget Norge fundne vildtvoxende Planter, ordnede efter det Linneiske System. Tilligemed Angivelse af Planternes geographiske Forholde, deres Egenskaber og Anvendelse. Johan Dahl, 1847. Digitalisat
- Norges Flora eller Beskrivelse over de i Norge vildtvoxende Karplanter tilligemed Angivelser af de geographiske Forholde under hvilke de forekomme. Band 1. Brøgger & Christie, 1861. Digitalisat